# Ríkisútvarpið
A Ríkisútvarpið (röviden: RÚV, ejtsd: [ˈricɪsˌu:tvar̥pɪð]) Izland országos közszolgálati rádió- és televízió-vállalata. Székhelye Reykjavíkban található, innen sugározza legtöbb adását, de országszerte több regionális stúdióval is rendelkezik. Egy televíziós csatornával (Sjónvarpið) és három rádióadóval (Rás 1, Rás 2 és a kísérleti Rondo) rendelkezik.

## Története
A Ríkisútvarpiðot 1930-ban alapították, és kezdetben csak rádióadással rendelkezett. 1966-ban kezdték meg csak a televíziós műsorszórást. A lakosság körében mind a rádió, mind a televízió nagyon gyorsan elterjedt. Az első nagy változást a Ríkisútvarpið életében az 1986-os év hozta, amikor megjelent az első kereskedelmi televízióadó. Komoly verseny kezdődött a nézőkért, a Ríkisútvarpið legnagyobb versenytársa a 365 nevű médiavállalat, mely többek között hat televíziós és öt rádióállomást üzemeltet.

## Jelen és jövő
A Ríkisútvarpið súlyosan alulfinanszírozott, a napi működés terén is gondjai vannak. Gyakran áll a politikai csatározás kereszttüzében. Az EBU-UER (közismertebben: Eurovízió) tagjaként közvetíti az Eurovíziós dalfesztivált, és hagyományosan a nagy sporteseményeket, így az Olimpiai Játékokat is. Nagy veszteség volt a Ríkisútvarpið számára, hogy a legutóbbi két labdarúgó-világbajnokság közvetítési jogát a 365 szerezte meg. A hírek szerint azonban a 2010-es VB-t már ismét a Ríkisútvarpið közvetíti.